# 丸山隼人
丸山隼人（まるやま はやと、1991年6月20日 - ）は、日本の脚本家・俳優。東京都日野市出身。
2010年、舞台「ウォーターライフ〜恋がスクランブル〜」で俳優としてデビュー。

## 出演作品
舞台
- 「ウォーターライフ〜恋がスクランブル〜」
- 「ドクターバードが飛んでった!」
- 「SAD BALLD 欲望という名の電車」
- 「だめのすけ、バスに乗る」主演だめのすけ役
- 「超恋愛2011」
- 「薄幸の女はスクリーンに夢を見る」
- 丸山隼人プロデュース公演「刺激的ビタミンC摂取のススメ」(企画・脚本・演出)
- 「音楽劇 蒼穹のファフナー」小楯衛役
- 「殺意が死んだ夜」
- 松永一哉プロデュース公演「Midnight traveller」(企画・脚本)ウエスト役
- 「あんた十手持った？」主演:三田佳子・同心の手下役
- 「息吹の瞬間-愛のうた-」
- 「滝口炎上」
- 「怪談・にせ皿屋敷」主演:早乙女太一
- 「吉幾三・納涼公演」

映画
- 「06月06日」室賀厚監督・脚本
- 「お元気ですか？」室賀厚監督・脚本
- 「冷たい太陽」

イベント
- チャリティハロウィンパーティ in 渋谷
- 本田美奈子7回追悼会 懇願会
- 音楽劇「蒼穹のファフナー」複数来場特典「クロッシング公式オフ会」
- 公演初日まで77日！「Midnight Traveller街頭プロモーション」
- "M" 5th event
- 鳥肌実「夜逃げツアー」監督補佐